# غاري دولينج
غاري دولينج (بالإنجليزية: Garry Dowling)‏ هو لاعب دوري الرغبي أسترالي، ولد في 7 نوفمبر 1952 في سيدني في أستراليا، وتوفي في 1 مارس 1983 في Mount Tamborine, Queensland ‏ في أستراليا بسبب حادث مرور.